# Monotocheirodon
Monotocheirodon is een monotypisch geslacht van straalvinnige vissen uit de familie van de karperzalmen (Characidae).

## Soort
- Monotocheirodon pearsoni Eigenmann, 1924